# 1921 en musique
| \| • Retour à la chronologie générale de la musique populaire • \| |
| XXIe siècle • XXe siècle • XIXe siècle • XVIIIe siècle XVIIe siècle • XVIe siècle • XVe siècle • XIVe siècle XIIIe siècle • XIIe siècle • XIe siècle • Xe siècle IXe siècle • VIIIe siècle • Haut Moyen Âge • Rome • Grèce |
| • Retour à la chronologie générale de la musique populaire • |

| • Retour à la chronologie générale de la musique populaire • |

| Années de la musique populaire : 1918 - 1919 - 1920 - 1921 - 1922 - 1923 - 1924    |
| Décennies de la musique populaire : 1890 - 1900 - 1910 - 1920 - 1930 - 1940 - 1950 |

Cet article présente les faits marquants de l'année 1921 en musique.

## Évènements
- Mars : création de Black Swan Records à New York par Harry Pace[1]. C'est le premier label à grande diffusion destiné au public Afro-Américain et dirigé par des membres de cette communauté[2].
- 22 mars : premiers enregistrement d'Ethel Waters pour Black Swan, dont Down Home Blues[3].
- mai : premiers enregistrement d'Alberta Hunter pour Black Swan[3], notamment How Long, Sweet Daddy, How Long.
- 23 mai : création à Broadway de Shuffle Along, première comédie musicale entièrement jouée par des acteurs noirs[4].
- 25 mai : l'Original Dixieland Jazz Band enregistre St. Louis Blues avec le chanteur Al Bernard[5].
- juin : enregistrement d'Ory's Creole Trombone par le Kid Ory's Sunshine Orchestra[6].
- 18 octobre : James P. Johnson enregistre Keep Off the Grass[7].
- 22 octobre : Al Jolson enregistre April Showers, chanson qu'il interprète dans la comédie musicale Bombo[8].
- 8 novembre : Fanny Brice enregistre My Man, une adaptation de Mon homme, la chanson de Mistinguett[7].
- 10 novembre : création au théâtre des Bouffes-Parisiens de l'opérette Dédé, dans laquelle Maurice Chevalier interprète Dans la vie faut pas s'en faire.
- 26 novembre : Premier radio-concert en France.
- Rudolph Valentino chante The Sheik of Araby.

## Naissances
- 11 mars : Astor Piazzolla, bandonéoniste et compositeur argentin, père du tango moderne († 4 juillet 1991).
- 3 avril : Dario Moreno, chanteur d'opérette et acteur turc († 1er décembre 1968).
- 25 juin : Willow Macky, auteur-compositeur néo-zélandaise († 10 décembre 2006 (à 85 ans)).
- 19 septembre : Billy Ward, leader du groupe de rhythm & blues américain The Dominoes († 16 février 2002).
- 13 octobre : Yves Montand, chanteur et acteur français († 9 novembre 1991).
- 22 octobre : Georges Brassens, auteur-compositeur-interprète français († 29 octobre 1981).

## Décès
- 8 février : George Formby senior, comédien et chanteur de music-hall anglais (° 4 octobre 1875).